# Lepanthes arenasiana
Lepanthes arenasiana är en orkidéart som beskrevs av Bogarín och Mel.Fernández. Lepanthes arenasiana ingår i släktet Lepanthes och familjen orkidéer. Inga underarter finns listade i Catalogue of Life.